# Ranxeria Lookout
La ranxeria Lookout és una reserva índia federal que pertanya a la tribu Pit River (achomawis), una tribu reconeguda federalment d'amerindis de Califòrnia. La ranxeria es troba al comtat de Modoc al nord de Califòrnia i té 10 habitants.
La ranxeria Likely té una superfície de 40 acres (160.o00 metres quadrats) i fou establerta en 1913. La ranxeria és adjacent al Bosc Nacional Shasta i està situada a mig camí entre Burney i Alturas al nord-est de Califòrnia. Es troba unes 4 milles a l'est de la petita comunitat de Lookout al sud-oest del comtat de Modoc.